# Kommunereformen i Norge
Kommunereformen i Norge er en reform af kommunestrukturen i Norge, som blev igangsat 3. juli 2014, som et af de politiske projekter fra  Erna Solbergs regering. Den hænger tæt sammen med regionreformen, som blev vedtaget af Stortinget den 8. juni 2017. Kommunereformen blev enstemmigt vedtaget af Stortinget 9. juni 2015, og lægger op til kommunesammenlægninger indenfor flere tidsrammer. Den 1. januar 2017 blev antallet af kommuner i Norge reduceret fra 428 til 426 og 1. januar 2018 til 422. 
1. januar 2020 blev  119 kommuner lagt sammen til 47 nye, nogle med et eksisterende navn, andre med nye.  I alt er der nu  356 kommuner i Norge, men  regeringen planlægger at  videreføre kommunereformen med gode økonomiske tilskud og værktøjer til lokale processer.

## Processen
Kommunerne fik en frist til 30. juni 2016 med at afklare sammenlægninger, baseret på rådgivende folkeafstemninger og indbyggerundersøgelser. I denne fase blev det vedtaget at reducere antallet primærkommuner i Norge fra 428 til 387.
Fristen for landets fylkesmænd til at give deres indstilling var 3. oktober 2016. De  foreslog  langt færre kommuner end 387. Kommunerne fik en udvidet frist til december 2016 til at  afklare yderligere sammenlægninger.
Regeringen fremlagde i foråret  2017 et forslag om en ny kommunestruktur, og Stortinget vedtog det  8. juni 2017. Stortinget foretog tvangssammenlægninger i enkelte tilfælde. I december 2017 vedtog Stortinget at ophæve et af sammenlægningsvedtagelserne så antallet af kommuner efter de vedtatte kommunesammenlægningerne blev 356.
Kommunen er det laveste administrative og folkevalgte niveau i Norges politiske system. Kommunerne har ansvar for en række basisopgaver som grundskole, børnehaver, sundhedvæsen, arealplanlægning og tekniske tjenester. En effekt af reformen ventes at  være at kommunerne overtager opgaver som i dag udføres af stat og fylke.